# 잉에르 닐손
카린 잉에르 모니카 닐손(스웨덴어: Karin Inger Monica Nilsson, 1959년 5월 4일~)은 1969년부터 1970년까지 방영된 스웨덴의 텔레비전 드라마 《삐삐 롱스타킹》에서 주인공인 삐삐를 연기한 배우이다. 학교를 졸업한 후 비서직으로 일하다가 다시 연극의 길로 접어들었다. 그리고 그녀는 스웨덴 지방 극단에서 이런저런 배역을 맡으며 연기생활을 이어갔으나, 주 소득원은 휴가기간 스톡홀름의 심장클리닉에서 비서직 파트타임이었다.
2000년 스위스의 사비에르 콜러 감독이 투홀스키 작품을 영화화한 《그립스홀름 성》에 닐손을 캐스팅하였다. 닐손은 2007년 독일공영방송 ZDF 드라마인 《형사와 바다》에서 법의학자로 화려하게 컴백을 하였다.

## 출연 작품
- 1969 - 삐삐 롱스타킹[3]
- 1969 - 삐삐 항해에 나서다[4]
- 1970 - 남쪽 바다에 간 삐삐[5]
- 1970 - 달려라 삐삐[6]
- 2000 - 그립스홀름 성(Schloß Gripsholm)
- 2006 - AK3(TV 미니시리즈)
- 2007년부터 형사와 바다(TV 드라마)
- 2007–2017 - Kommissarien och havet (TV-serie) – Ewa
- 2015 - 히어 애프터(Efterskalv)
- 2017 - 비욘드 드림스(Dröm vidare)
- 2019 - 블랙 서클(Svart cirkel)
- 2021 - Jägarna (TV-serie)
- 2022 - 삼촌은 내 거야! (Lill-Zlatan och morbror raringl)